# Bouquet d'or

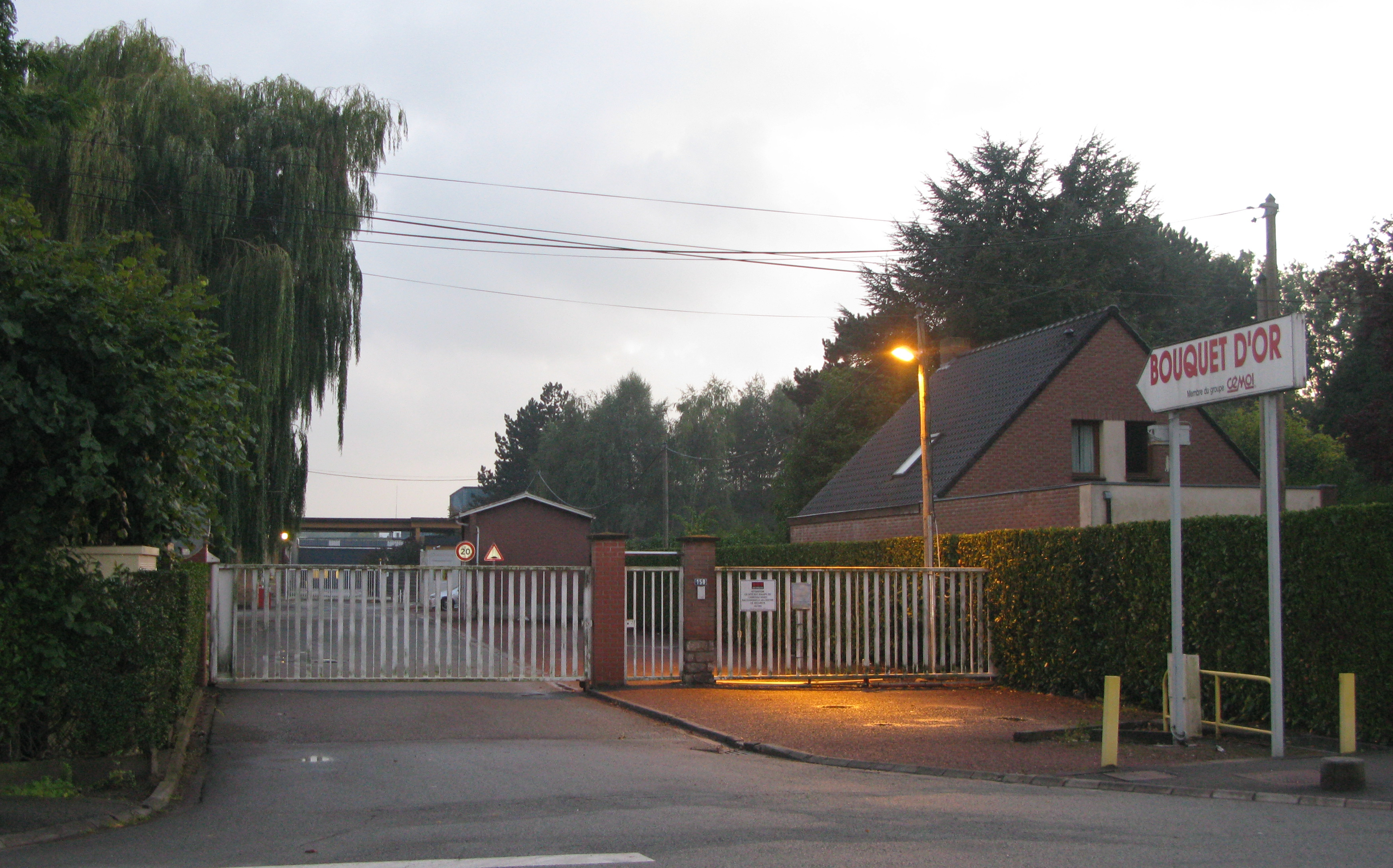
Entrée de l'usine d'Ascq.

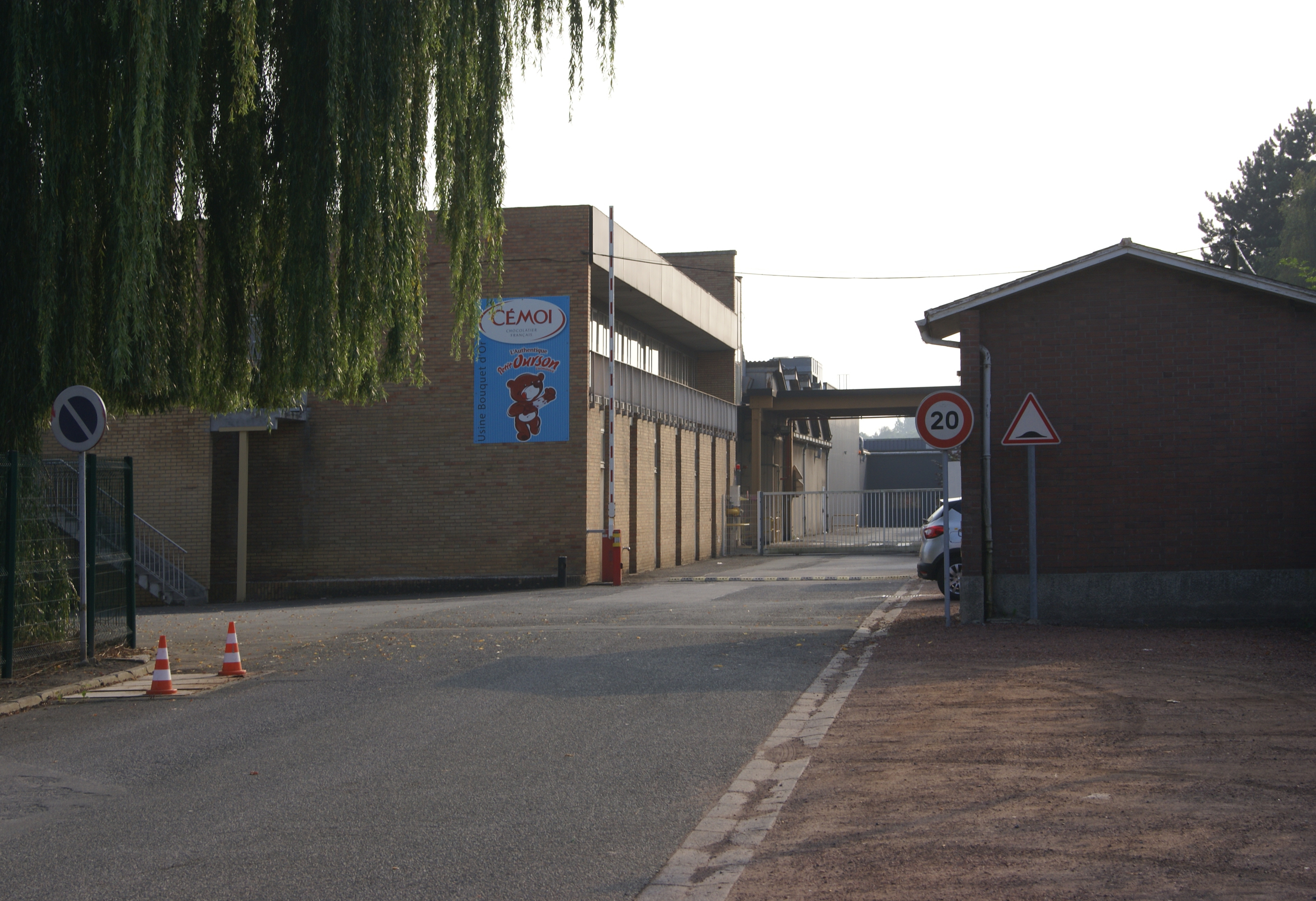
Usine.

Bouquet d'or est une marque de chocolat et confiseries. C'est une marque déposée par la société Cémoi auprès de l'Institut national de la propriété industrielle.

## Histoire
En 1851, André Rousseau et son frère construisent une fabrique de chicorée à laquelle sera rajoutée une raffinerie de sel,,,,, au lieu-dit « Au Bouquet » à Ascq. Plus tard, Paul Rousseau-Castelin, fils d'André, y ajoute la fabrique de chocolat. Elle s'appelait alors la chocolaterie Rousseau, du nom de son propriétaire.
En 1902, Paul Rousseau lance la torréfaction des fèves de chocolat qui arrivent des colonies.
En 1962, Bouquet d'Or invente le Petit Ourson en guimauve,,,, une guimauve fantaisie enrobée de chocolat. Ce type de confiserie connaît un grand succès en France et est rapidement repris par d'autres confiseries étrangères. C'est Michel Cathy, directeur commercial de l'époque, qui a dessiné le nounours.
En 1979, Léon Rousseau quitte la direction de Bouquet d'Or.
En 1994, le groupe anglais Cadbury Schweppes acquiert Bouquet d'Or.
En 1995, création de Cadbury France. La nouvelle société regroupe les entités Poulain et Bouquet d'Or.
En 2003, le groupe français Cémoi rachète à Cadbury France la chocolaterie Bouquet d'or.
En 2007, l'usine s'est dotée d'une nouvelle ligne de production de cent vingt mètres de long,.
En juin 2013, l'ourson en guimauve investit le marché des États-Unis pour lequel sa taille est doublée de 12,7 grammes de guimauve et de chocolat à 25 grammes. Les « grands » oursons sont déclinés sur le marché français en octobre.
La société Bouquet d'or a été radiée le 31 décembre 2013

## Le Groupe Cémoi
- Chocolats de l'Abbaye Suisse Normande à Tinchebray
- Dipa Industrie à Perpignan
- Bouquet d'Or à Villeneuve-d'Ascq
- Chocolat du Moulin d'Or à Bourbourg
- Cemoi Chocolatier à Perpignan
- Kaoka à Carpentras
- Phoscao à Châteauneuf-sur-Loire
- Socofere à Troyes
- Chocolat Aiguebelle à Sorbiers
- Coppelia à Chambéry
- Chocolaterie d'Aquitaine à Bègles

## Données spécifiques à l'usine de Villeneuve-d'Ascq
Bouquet d'or produit notamment des boîtes de chocolats pour les fêtes de fin d'année et ses fameux oursons en guimauve.
La guimauve des oursons est faite d'une base de sirop de sucre avec de la vanille et d'autres ingrédients tenus secrets. Pour l'enrobage, le cacao utilisé provient de Côte d'Ivoire ; il est ensuite transformé à Dunkerque,.

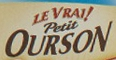
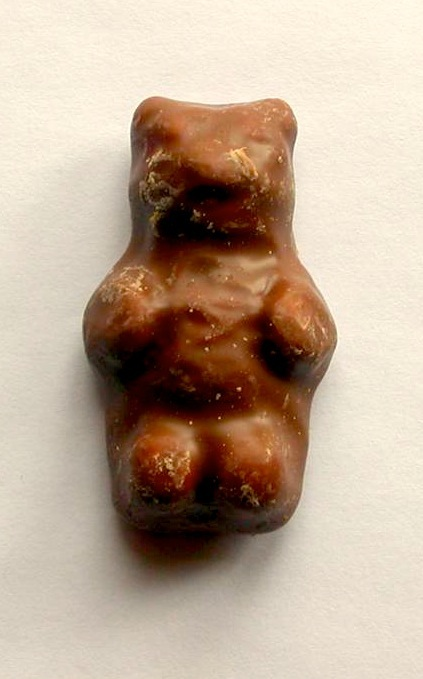

En 2013, Bouquet d'or compte 180 salariés permanents et les effectifs grimpent jusque 425 salariés certains mois en fonction de l'activité,,.
La production d'oursons en guimauve est en 2013 de 3 200 tonnes par an (contre 1 600 en 2003).
L'usine réalise un chiffre d'affaires de 50 M €.